# 钟美美
钟美美（2007年3月1日—），本名钟宇升，男，黑龙江鹤岗人，中国大陆网络红人。其主要在快手上发表模仿教师、售票员等的短视频，2020年5月因模仿教师的视频而在网络上走红。

## 生平

### 走红
钟美美于2007年出生于黑龙江鹤岗，幼儿园时开始参加学校的各类演出，后就读于宝泉岭局直中学。2018年，他参加垦区冬季运动会开幕式演出，获评“优秀演员”。2020年4月末，因看到别人模仿老师的视频，钟美美产生了扮演模仿老师的想法，开始录制相关的小视频并发布到快手上，在两个月的时间内，其快手粉丝量涨到130万。5月到6月期间，有人将钟美美的视频转载到bilibili等网络平台上，获得大量关注，其模仿老师抱病上课、接主任电话、生气发飙、数落早恋同学等相关视频因比较真实地反映了教师的举止特征被「害怕」、「真实」、「一模一样」等弹幕刷屏。5月24日，钟美美通过社交平台表示，他拍视频是临场发挥，没有剧本。

### 视频下架事件
2020年5月29日，有网友发帖称钟美美被相关部门约谈，模仿老师的视频被大量下架。随后一篇名为《模仿班主任的爆红小“影后”钟美美被约谈，是谁扼杀了孩子的创造力？》的文章在微信朋友圈被广泛传播。但其模仿列车售票员、广场舞大妈等视频仍然保留在主页上。后钟美美就下架视频作出回应称“不想再发模仿老师的视频了，网友会看腻，想发其他视频”，又表达出想考北京电影学院的意愿。6月3日，鹤岗市教育局承认学校与钟美美接触，又回应称“教育系统不存在约谈”“关于删除视频的问题，是小孩和家长觉得不太好，自行删除的，咱们没要求他做这个事情”“要从正面引导孩子，拍一些正能量的作品”。此事引起了中国大陆网络上关于“该不该拥有讽刺的艺术”“如何保护孩子的创造力”等的讨论，并有人借此讽刺中国大陆的教育体制。
2020年6月4日，钟美美母亲吴琼回应新京报记者，称让孩子隐藏视频的原因是担心网络上的评论好坏掺杂，对孩子造成更大影响。6月6日，中央广播电视总台央视新闻记者采访了钟美美的班主任田广霄，其称校方并没有约谈家长，他个人曾与家长有过沟通，但是目的并不是为了限制孩子的发展，而是为了对孩子的身心健康进行保护，“会保护钟同学对于表演的积极性”；钟美美在采访中称自己拒绝了多家公司的高薪签约，又否定了“被约谈”“要求下架视频”等说法。

### 事后
视频下架事件后，钟美美获得了更多网民的关注。他接到过不少采访、工作邀约，但大多数时候都是委婉地拒绝。此外，钟美美还发布了模仿志愿者的新视频。
2020年6月14日，钟美美与母亲加入鹤岗市红十字会星光志愿者委员会宝泉岭分会，成为社区服务志愿者。随后，他参与拍摄由优酷、新华社客户端、新世相共同打造的社会话题短片《因为是少年》。7月，他前往河南洛阳参加“快手网红文旅大会”活动，扮演龙门石窟讲解员。9月，他和多位青年名人参与拍摄《智族GQ》9月刊封面，并填写“普鲁斯特问卷”、接受采访。11月21日，获得第二十一届中国视频榜发布盛典“年度自媒体”奖项。

## 评价
编剧史航评论：“这孩子以一己之力，把我一脚踹回了少年时代。”河北省特级教师、唐山开滦一中校长张丽钧称：“那职业性的冷漠强硬、居高临下、盛气凌人、颐指气使、唯我独大、不容置喙……所有这些，都能使我不由自主地忆起过往的某个片段——我做班主任时，不也这副德行吗？感谢美美，他夸大了我的丑陋，他给了我一个照镜子的机缘。”光明网認為對鐘美美的模仿老師行為應予以包容，並指出：“钟美美的模仿秀之所以能圈粉无数，原因有很多，其中很重要的一点就是，他的表演很有年轻人‘原力觉醒’、不被规训的活力。”《钱江晚报》特约评论员魏英杰则认为，家长和学校都“过于紧张了”，“以至于把艺术当成现实，把幽默当作攻讦”。